# Ahuacachahue
Ahuacachahue är en ort i Mexiko.   Den ligger i kommunen Ayutla de los Libres och delstaten Guerrero, i den södra delen av landet, 290 km söder om huvudstaden Mexico City. Ahuacachahue ligger 666 meter över havet och antalet invånare är 1 313.
Terrängen runt Ahuacachahue är lite bergig. Runt Ahuacachahue är det glesbefolkat, med 19 invånare per kvadratkilometer. Närmaste större samhälle är Cruz Grande, 18,8 km sydväst om Ahuacachahue. Omgivningarna runt Ahuacachahue är en mosaik av jordbruksmark och naturlig växtlighet.